# Писарро, Федерико
Федерико Писарро (исп. Federico Pizarro-Suarez Merino) (2 декабря 1971, Мехико, Мексика) — мексиканский актёр и тореадор.

## Биография
Родился 2 декабря 1971 года в Мехико. Свою карьеру в качестве тореадора начал с 8 апреля 1990 года, а уже 13 октября 1991 года победил и получил серебряную рапиру, при этом до этого 16 июня 1991 года он провёл первый официальный бой с быками. 27 ноября 1993 года он провёл ещё один бой, затем 25 декабря 1994 года. 26 марта 1995 года он отрубил уши и хвост быку, после этого был приглашён во Францию и 13 сентября 1997 года во Франции состоялся грандиозный бой с быками. В общей сложности за всю свою историю, он провёл более 50-ти боёв с быками. В мексиканском кинематографе дебютировал в 2005 году и снялся в 3 телесериалах и одном фильме в роли тореадоров.

## Фильмография

### Телесериалы
- 2005 —
  - Наперекор судьбе — Альваро Кампос.
  - Преграда на пути любви — Педро Вальядолид.
- 2007 — Гроза в раю — Рауль Абаскаль.

### Фильмы
- 2005 — Матадор — матадор.